# Snookerweltmeisterschaften 1964–1968
Nachdem nach 1957 zunächst sechs Jahre lang keine Snookerweltmeisterschaft ausgerichtet wurde, wurde sie 1964, mit Einverständnis der Billiards Association and Control Council (BACC), durch den Engländer Rex Williams, in Form von Herausforderungs-Duellen (engl.: Challenge Matches) wieder eingeführt.
Von 1964 bis 1968 wurden sieben solche Duelle gespielt, die alle vom Engländer John Pulman gewonnen wurden.
Ab 1969 wurde die Weltmeisterschaft von der 1968 gegründeten World Professional Billiards & Snooker Association im K.-o.-System ausgetragen.

## Challenge Matches
| Jahr | Titelverteidiger | Ergebnis | Herausforderer    | Ort                                  | Höchstes Break |                   |
| ---- | ---------------- | -------- | ----------------- | ------------------------------------ | -------------- | ----------------- |
| 1964 | John Pulman      | 19:16    | Fred Davis        | Burroughes Hall, London, England     | 112 (Pulman)   | [ 5 ]             |
| 1964 | John Pulman      | 40:33    | Rex Williams      | Burroughes Hall, London, England     | 107 (Williams) | [ 5 ]             |
| 1965 | John Pulman      | 37:36    | Fred Davis        | Burroughes Hall, London, England     |                | [ 6 ]             |
| 1965 | John Pulman      | 25:22    | Rex Williams      | Südafrika                            | 142 (Williams) | [ 6 ] [ 7 ] [ 8 ] |
| 1965 | John Pulman      | 39:12    | Fred Van Rensburg | Südafrika                            |                | [ 6 ]             |
| 1966 | John Pulman      | 5:2      | Fred Davis        | St George’s Hall, Liverpool, England |                | [ 9 ] [ 8 ]       |
| 1968 | John Pulman      | 39:34    | Eddie Charlton    | Co-operative Hall, Bolton, England   | 122 (Charlton) | [ 10 ]            |